# Andrew Miller (scrittore)
Andrew Miller (Bristol, 29 aprile 1960) è uno scrittore britannico.
Ha vinto l'International IMPAC Dublin Literary Award nel 1999 per il romanzo Il talento del dolore (Ingenious Pain), pubblicato nel 1997 e tradotto in trentasei lingue. Ha nel curriculum diversi altri premi, oltre l'International IMPAC Award: il James Tait Black Memorial Prize vinto nel 1997, un Premio Grinzane Cavour, un Costa Book Awards per il romanzo Pure ed è stato finalista al Man Booker Prize con Ossigeno (Oxygen).

## Opere
- Il talento del dolore (Ingenious Pain) (1997) Bompiani, 1998. ISBN 88-452-3781-8
- Casanova innamorato (Casanova) (1998) Bompiani, 2000. ISBN 8845243915
- Ossigeno (Oxygen) (2001) Bompiani, 2002. ISBN 88-452-5321-X
- The Optimists (2005)
- One Morning Like a Bird (2008)
- Pura (Pure) (2011) Bompiani, 2014. ISBN 978-88-4527-742-9